# Campiglossa perspicillata
Campiglossa perspicillata är en tvåvingeart som beskrevs av Mario Bezzi 1918. Campiglossa perspicillata ingår i släktet Campiglossa och familjen borrflugor. Inga underarter finns listade.